# غوردون ستون
غوردون ستون (بالإنجليزية: Gordon Stone)‏ هو لاعب اتحاد الرغبي أسترالي، ولد في 6 أبريل 1914 في سيدني في أستراليا، وتوفي بنفس المكان في 7 فبراير 2015.